# Niet-cellulair leven
Niet-cellulair leven of acytota verwijst naar alle levensvormen die niet uit cellen zijn opgebouwd. De meeste (beschrijvende) definities van leven hebben als kenmerk dat een organisme uit een of meer cellen moet bestaan. Sommige definities laten echter toe dat organismen ook op andere structurele arrangementen gebaseerd kunnen zijn.
Belangrijke voorbeelden van niet-cellulair leven zijn virussen, viroïden en andere DNA- of RNA-bevattende deeltjes (plasmiden, mobiele genetische elementen) die zich met behulp van cellen uit andere organismen kunnen vermenigvuldigen. Doorgaans worden ze niet als 'levend' beschouwd, omdat ze geen stofwisseling hebben en de cellen van andere organismen (gastheercellen) nodig hebben om zich te vermenigvuldigen.
Anderen beschouwen ook 'kunstmatig leven' als een levensvorm, in de vorm van robots en kunstmatige intelligentie.

## Vuur als levensvorm
Volgens een extreme visie is vuur ook een vorm van niet-cellulair leven. Het vertoont namelijk duidelijk enkele kenmerken van leven: het reageert op de omgeving, beweegt, heeft een stofwisseling (verbranding) en het kan groeien, zich voortplanten en sterven. Een van de aangedragen argumenten waarom vuur geen leven zou kunnen zijn, is dat vuur niet uit cellen bestaat.